# Kapsagáji-víztározó
Kapsagáji-víztározó, amelyet írnak Qapshaghay Bogeni-víztározó, és néha Kapsagáj-tó néven is, Kazahsztán délkeleti részén, Almatitól kb. 60 km-rel  északra található, az Almati régió egyik legnagyobb tározója. A 140 kilométer hosszú tavat az Ili folyó gátja képezi, amely a keleti hegyektől a Balhas-tó felé északnyugatra folyik. Kapsagáj városa, melyről a tározó a nevét kapta a nyugati partján található. A nyári hónapokban a tó vonzza az almati turistákat.

## Története

Az Ili folyó és környéke a térképen

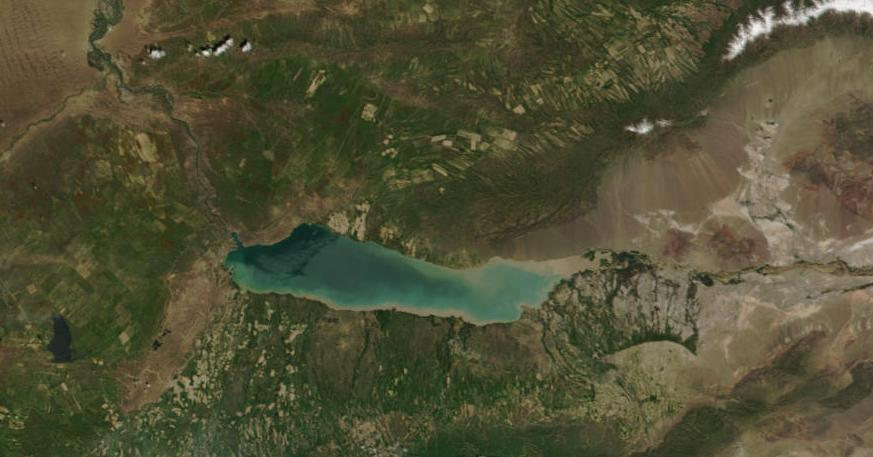
A Kapsagáji-víztározó műholdképe

1967-ben kezdődött meg a térség öntözött területeinek bővítése, a Kapsagáji-víztározó feltöltését 1970-ben kezdték meg. A tó Almatitól mintegy 80 km-rel északra található.
A víztározó építése a folyók áramlásának szabályozására és a növekvő gazdasági igények kielégítésére irányult. Az Ili-folyóra egy gát és vízerőmű került felépítésre, megteremtve a Kapsagáji-víztározót. A vízforrás elégtelensége miatt azonban a projekt évekig tartott.
A tározó megépítésétől jelentős előnyöket reméltek a térség száraz talajának öntözhetősége terén; a tározó teljes feltöltése azonban kihatott a Balhas-tó vízszintjére. A tározó feltöltődése 1982-ben megszűnt. 1986-ban a tározó még mindig csak félig telve volt. Ennek ellenére ez 1988-ig javult az állapot, de mindemellett 1991-re a Kapsagáji-víztározó vízmennyisége az eredetileg tervezett kapacitásnak csupán 36%-a volt.
Az utóbbi években a terület Kazahsztán egyik legismertebb üdülőhelye lett. Ez nagyrészt a területet övező tájnak köszönhető, amely magában foglalja a Trans-Ili Alatau-hegység (az északi Tien-san hegység része) és az almati természetvédelmi területet a tározó keleti partján. A Kapsagáji-tó a környék jó időjárási viszonyai, valamint a csónakázás, vízisportok, szórakoztató központok és a kaszinók miatt népszerű üdülőhely lett. A Kapsagáj tározó jelenleg az egyik leglátogatottabb hely az Almati régióban.
A tározó jelenleg több funkcióval rendelkezik, amelyek a tó vizét a vízerőművek, az öntözővíz tárolás, a szállít, a halászat, a városi és ipari vízellátás, a vízminőség szabályozás, a vízminőség fenntartás, a természetvédelem és a kikapcsolódás céljaira fordítják.
A Kapsagáj-gát építése 1969 végén fejeződött be, és 1970-re lassan kitöltötte a tározót, 20 év alatt. A vízerőművet is fontosnak tartották abban a tekintetben, hogy a tó bőséges vízellátást és öntözést biztosít a szárazföldi gazdálkodás számára a régióban. Azonban a környezetvédők mély aggodalmakat fejeztek ki a Balhas-tóra gyakorolt környezeti hatásáról, mivel a víz egyensúlya súlyos zavarokat szenvedett. 1970 és 1985 között a Balkas-tó térfogata 39 km³-rel csökkent a víztározó közvetlen feltöltése miatt, és 1987-re a Balhas-tó elérte a mindenkori legalacsonyabb térfogatát, ami körülbelül 7 méter mélyre esett. 1988-ban azonban ez a helyzet javult, amikor a Balhas térfogata ismét emelkedett a keleti folyók mentesítése által, bár a vízminőség drámaian csökkent, és egyre sósabb lett.

## Halászat és mezőgazdaság
Az Ili folyóra épített Kapsagáji-víztározó jelentős hatást gyakorolt a halállományokra, különös tekintettel arra, hogy a kereskedelmi halászati műveleteket a tározóban gyakorolták, ami a helyi gazdaságot táplálta. 1975-ben 24 halfajt jegyeztek fel a víztározóban, de 1980-ban ez 18-ra csökkent, közvetlenül az iparágat érintve. 1985 és 1991 között azonban, amikor a folyó elérte a jelenlegi kapacitását, a tó halállományai stabilizálódtak, és 1980 óta a tó partján az 1970-es években bekövetkezett csökkenés után jelentősen nőtt a halászati ágazat kapacitása. A tározó szintén felelős a felszín alatti vízszint változásáért, ami lehetetlenné tette a növények termesztését a tó szomszédságában lévő területeken. Ennek eredményeként ma számos olyan mezőgazdasági falu, mint Akozek, Kerbulak és Csengildi, több kilométerre fekszik a tó partjától.